# Виноградар (електродепо)
Електродепо «Виногра́дар» — проєктоване електродепо Сирецько-Печерської лінії Київського метрополітену. Планується, що воно буде знаходитись на відгалуженні від основної гілки в бік масиву Виноградар, за кінцевою станцією Маршала Гречка. Воно стане другим на лінії (після депо Харківське) і четвертим у Києві.